# Kantrovci
Kantrovci (1981-ig Kantarovci) falu Horvátországban, Pozsega-Szlavónia megyében. Közigazgatásilag Velikéhez tartozik.

## Fekvése
Pozsegától légvonalban 15, közúton 16 km-re északra, községközpontjától légvonalban 5, közúton 9 km-re nyugatra, a Papuk-hegység déli lejtőin, Poljanska és Doljanci között fekszik.

## Története
Josip Buturac szerint a település a középkorban a pozsegai káptalan éneklőkanonokjának (canonicus cantor) a birtoka volt, innen származik a neve is. Ekkor valószínűleg még katolikus horvát lakossága volt, de a török uralom idején a horvátokat Boszniából betelepült pravoszláv szerbek váltották fel. Megemlíti az 1545-ben készült török defter is. 1698-ban „Kantarovczi” néven 6 portával szerepel a török uralom alól felszabadított szlavóniai települések összeírásában. 1702-ben 9, 1705-ben 11, 1740-ben 8 ház állt a településen.
Az első katonai felmérés térképén „Dorf Kantarovczi” néven látható. Lipszky János 1808-ban Budán kiadott repertóriumában „Kantarovczy” néven szerepel. Nagy Lajos 1829-ben kiadott művében „Kantarovczi” néven 24 házzal, 161 ortodox vallású lakossal találjuk. 1857-ben 140, 1910-ben 215 lakosa volt. 1910-ben a népszámlálás adatai szerint teljes lakossága szerb anyanyelvű volt. Pozsega vármegye Pozsegai járásának része volt. Az első világháború után 1918-ban az új szerb-horvát-szlovén állam, majd később (1929-ben) Jugoszlávia része lett. 1991-ben lakosságának 97%-a szerb nemzetiségű volt. 2001-ben 34 lakosa volt.

## Lakossága
| Lakosság változása | Lakosság változása | Lakosság változása | Lakosság változása | Lakosság változása | Lakosság változása | Lakosság változása | Lakosság változása | Lakosság változása | Lakosság változása | Lakosság változása | Lakosság változása | Lakosság változása | Lakosság változása | Lakosság változása | Lakosság változása |
| ------------------ | ------------------ | ------------------ | ------------------ | ------------------ | ------------------ | ------------------ | ------------------ | ------------------ | ------------------ | ------------------ | ------------------ | ------------------ | ------------------ | ------------------ | ------------------ |
| 1857               | 1869               | 1880               | 1890               | 1900               | 1910               | 1921               | 1931               | 1948               | 1953               | 1961               | 1971               | 1981               | 1991               | 2001               | 2011               |
| 140                | 120                | 145                | 186                | 176                | 215                | 190                | 221                | 125                | 136                | 145                | 130                | 120                | 110                | 11                 | 34                 |